# Organisation internationale
Une organisation internationale (OI) ou organisation intergouvernementale (OIG ; en anglais intergovernmental organization ou IGO) est « une association d'États constituée par un traité, dotée d’une constitution, d'organes communs et possédant une personnalité juridique » relevant du droit international public, selon la définition de la Commission du droit international de l'ONU.

## Définition
Selon Stéphane Paquin et Kristine Plouffe-Malette : « Les organisations internationales sont créées par traités par des États souverains et représentent des lieux où ces derniers se réunissent dans le cadre de structures permanentes qui incluent généralement des instances de délibération et un organe exécutif et administratif. Une organisation internationale comprend généralement une constitution ou une charte qui rappelle son origine et prévoit la structure, la composition, les conditions de participation et les fonctions de celle-ci, ainsi que des organes, principaux, subsidiaires, pléniers ou restreints, qui remplissent des fonctions liées à l’activité de l’organisation dans laquelle ils sont intégrés ».

## Histoire
Jusqu'au début du XIXe siècle, les relations internationales étaient et demeuraient diplomatiques. Les congrès, appelés par la suite conférences restent ponctuels et assez rares. Puis, avec l'apparition de la société politique (l'État), se développent des relations bilatérales, temporaires puis permanentes. Des réunions internationales décidant, notamment dans le domaine militaire, d'un traité de paix, avec ses conditions et ses conséquences et autres résolutions de conflits, se tiennent de manière de plus en plus fréquentes et une véritable Communauté internationale se forme alors. La première organisation internationale créée serait la Commission centrale pour la navigation du Rhin en 1815 (après le congrès de Vienne) après avoir pris racine dès 1804 par un accord passé entre le Saint empire romain germanique et la France. Suivirent la création en 1865 de l’Union internationale du télégraphe (future Union internationale des télécommunications), basée à Genève, et celle en 1874 de l’Union générale des postes (future Union postale universelle), basée à Berne. Toutes deux furent rattachées aux Nations unies après leur création (en 1947 pour l’UIT et en 1948 pour l’UPU), et sont toujours opérationnelles.
La Cour permanente d'arbitrage est créée en 1899 par la Conférence internationale de la Paix ; l'Organisation internationale du travail (prix Nobel de la paix en 1969) et la Société des Nations sont créées en 1919 par le traité de Versailles. L'Organisation des Nations unies est créée en 1945 : « ... nos gouvernements respectifs, par l'intermédiaire de leurs représentants, réunis dans la ville de San Francisco, et munis de pleins pouvoirs reconnus en bonne et due forme, ont adopté la présente Charte des Nations Unies et établissent par les présentes une organisation internationale qui prendra le nom de Nations Unies. » (préambule de la Charte des Nations unies).

## Distinction entre organisations internationales et organisations non gouvernementales internationales
Les organisations non gouvernementales internationales (OING) émanent de personnes privées et du droit national. Elles sont établies sous la forme de simples associations de droit civil, dont l'activité est internationale, telles que Amnesty International (AI) ou Médecins sans frontières (MSF). Le CICR est une association régie par les articles 60 et suivants du Code civil suisse, qui bénéficie d’un statut équivalent à celui d’une organisation internationale, dans l’exercice de ses fonctions relevant du droit humanitaire international consacré par les conventions de Genève, leurs protocoles additionnels, les statuts du mouvement et les conférences internationales de la Croix-Rouge et du Croissant-Rouge (conférences internationales).
Bien que les membres des organisations internationales soient des États (pas des « nations », qui n'ont pas de statut en droit international public), on les appelle aussi organisations « intergouvernementales », car ceux qui y siègent et parlent au nom de leur État membre sont des délégués des gouvernements. On les appelle encore organisations « multilatérales », car établies en application d'un traité approuvé entre plusieurs États, différant ainsi des traités bilatéraux.
Les organisations internationales, au sens d'OIG, ont été admises comme sujets dérivés du droit international public (DIP), constituant aux côtés des États, les seules institutions à faire partie intégrante du cercle réservé des sujets de cette branche du droit.

## Distinction entre les différentes OI
Les OI sont nombreuses et diverses. Certaines ont une vocation universelle, comme la SDN, l'OIT, l'ONU, d'autres ont une vocation régionale comme le Conseil de l'Europe (COE), l'Organisation des États américains (OEA) ou l'Union africaine (UA), d'autres une vocation de coopération entre États ayant le même intérêt linguistique, comme l'Organisation internationale de la Francophonie (OIF), le Commonwealth, etc.

### Organisations universelles et organisations régionales
Les premières OI ont vocation à rassembler tous les États, par exemple l’ONU, l'UNESCO ou l'OMS. Les OI régionales n’acceptent des États membres que sur des critères géographiques, comme un continent, ce qui est le cas de l'Union européenne (UE) et de l’Union africaine (UA), ou un sous-continent, comme la Communauté économique des États de l'Afrique de l'Ouest (CEDEAO).

### Organisations globales et organisations restreintes
Les OI globales permettent l’unification de la société internationale en rendant durable la conception, la promotion et la défense d’intérêts généraux de la communauté internationale. Les États en tant que membres de la société internationale se doivent de faire entendre l'intérêt général de la communauté internationale ; c’est pour cela que ces organisations reposent sur le principe d’inclusion.
Les OI restreintes quant à elles se fondent sur les intérêts particuliers et partagés de ses membres, en exprimant une pensée collective pour renforcer l’influence du groupe et d’en protéger ses membres. C’est le principe d’exclusion ici, qui est prôné ; en effet on ne prend part à ces OIG que sur la base de critères sélectifs dans le but de renforcer la représentativité et l’effectivité de l’OIG.

### Organisations de coopération et organisations d'intégration
L’OI peut ne donner lieu à une institutionnalisation que dans le but de donner un caractère permanent à une coopération interétatique, comme c’est le cas pour les Nations unies, et dans ce cas, on parle d'organisations de coopération. Mais l’OI peut aussi avoir pour but de faire émerger une nouvelle unité politique, économique et sociale visant à se substituer aux États membres, comme c’est le cas pour l’Union européenne ; dans ce cas de figure on parle d'organisations d'intégration.

## Pouvoirs et mode de décision
Ces organisations étant l'émanation de gouvernements n'ont que les pouvoirs que ceux-ci leur accordent dans le cadre de traités internationaux. Leurs décisions doivent être pour la plupart consensuelles et donc prises à l'unanimité ou à une très forte majorité des membres. Autrement dit elles ont rarement le statut d'organisation supranationale, ne représentant pas directement les citoyens.
Contrairement à l'État dont l'existence découle simplement de sa souveraineté, l'OI résulte de la volonté des États. Cette volonté se matérialise dans un traité qui définit le « droit constitutionnel » de l'OI. Le droit dérivé, issu de l'organisation doit se conformer au droit originaire de l'acte constitutif.
Les OI ont une personnalité internationale. Elles sont des sujets autonomes du droit international public. Elles peuvent effectuer les mêmes actes juridiques que toute personne morale et conclure des traités.
Elles sont de deux ordres :
- normatives : élaborer des normes de droit international qui seront adoptées et appliquées par chaque État membre. Par exemple en 1991 la Convention internationale des droits de l'enfant ;
- opérationnelles : comme une assistance technique (envoi d'experts sur place comme le fait le FMI, pour faire un état des lieux) ou l'intervention en cas de différends entre États (pratique qui a lieu dans les OI à vocation régionale comme l'Union européenne), ou encore l'inspection sur place pour le contrôle de certaines normes.

Les organisations internationales sont de plus en plus étudiées dans les travaux théoriques sur les relations internationales. Depuis les années 1970, ces travaux sont de plus en plus variés et de très nombreux débats ont émergé. Alors qu’à l’origine les chercheurs portaient leur attention sur le fonctionnement des organisations internationales, avec le passage du temps, l’attention s’est également portée sur l’hégémonie, sur l’évolution et la transformation des normes internationales ou encore sur la conception rationnelle des organisations et des traités internationaux. Sur la question des organisations internationales, les perspectives les plus importantes sont, sans contredit les perspectives libérales, constructivistes et réalistes. Ces perspectives représentent toutefois les théories les plus importantes, car c’est en réaction à ces dernières que la majorité des auteurs se positionnent. Dans les autres perspectives, les organisations internationales occupent généralement une place secondaire, c’est-à-dire que les organisations internationales ne représentent pas le cœur de l’analyse que ce soit les perspectives néogramscienne, environnementale critique, féministe ou décoloniale. Ces perspectives sont cependant essentielles pour comprendre les débats autour de ces questions.

## Les organisations internationales dans la théorie des relations internationales
Selon Stéphane Paquin, les organisations internationales sont de plus en plus étudiées dans les travaux théoriques sur les relations internationales. Selon ce dernier, « Depuis les années 1970, ces travaux sont de plus en plus variés et de très nombreux débats ont émergé. Alors qu’à l’origine les chercheurs portaient leur attention sur le fonctionnement des organisations internationales, avec le passage du temps, l’attention s’est également portée sur l’hégémonie, sur l’évolution et la transformation des normes internationales ou encore sur la conception rationnelle des organisations et des traités internationaux. Sur la question des organisations internationales, les perspectives les plus importantes sont, sans contredit les perspectives libérales, constructivistes et réalistes. Ces perspectives représentent toutefois les théories les plus importantes, car c’est en réaction à ces dernières que la majorité des auteurs se positionnent. Dans les autres perspectives, les organisations internationales occupent généralement une place secondaire, c’est-à-dire que les organisations internationales ne représentent pas le cœur de l’analyse que ce soit les perspectives néogramscienne, environnementale critique, féministe ou décoloniale. Ces perspectives sont cependant essentielles pour comprendre les débats autour de ces questions ».

## Capacité juridique et immunités
Les organisations internationales :
- jouissent de la personnalité juridique ; par exemple, l'ONU jouit, sur le territoire de chacun de ses Membres, de la capacité juridique qui lui est nécessaire pour exercer ses fonctions et atteindre ses buts ;
- peuvent disposer de biens mobiliers et immobiliers ; souvent l'État hôte de l'OI, en vertu d'un accord de siège, met à la disposition de l'OI un immeuble pour son secrétariat et ses réunions, accorde des privilèges et immunités pour ses bâtiments, son secrétariat, sa valise diplomatique ; des facilités d'accès aux délégués des États et des OING qui viennent assister à ses réunions ; par exemple, la Charte des Nations unies stipule que « les représentants des membres des Nations unies et les fonctionnaires de l'Organisation jouissent également des privilèges et immunités qui leur sont nécessaires pour exercer en toute indépendance leurs fonctions en rapport avec l'Organisation » ;
- peuvent ester (agir) en justice ;
- peuvent bénéficier d'immunités de juridiction ou fiscale en fonction de l'accord de siège avec l'État hôte et/ou d'un traité international ; par exemple, selon la Convention sur les privilèges et immunités des Nations unies de 1946, dans tout État membre qui y adhère, les locaux de l'ONU, ses archives et tous les documents lui appartenant ou détenus par elle, sont inviolables et ses avoirs, revenus et autres biens sont exonérés de tout impôt direct ;
- elles peuvent conclure des accords avec des États ou d'autres OI. Les accords de siège en sont un exemple.

## Structure organique
La plupart des OI votent selon le principe majoritaire (majorité simple : 50 % plus 1 voix, soit la majorité renforcée ou qualifiée : 2/3 ou pourcentage des voix). Au Fonds monétaire international (FMI) par exemple, il y a une majorité des 4/5 pour les décisions de tous ordres.
De plus en plus, se développe la pratique de l'adoption par consensus, sans vote formel, lorsqu'aucun État Membre s'oppose à l'adoption d'une résolution ou recommandation. Par exemple à l'OMC on ne vote pas, on demande si quelqu'un est contre le vote ; si personne ne répond, on adopte la loi. La logique est qu'il ne faut pas perdre de temps pour appliquer un texte qui est utile à tous.
La seule OI dite « tripartite » est l'OIT, car, selon l'article 3 de sa Constitution, sa Conférence générale est composée de quatre représentants de chacun des Membres, « dont deux seront les délégués du gouvernement et dont les deux autres représenteront respectivement, d'une part, les employeurs, d'autre part, les travailleurs ».
Les actes constitutifs des OI prévoient différents types d'organes permanents :
- une assemblée de tous les États membres, organe délibérant dirigé par un président de session ;
- un secrétariat : au service des organes délibérant et exécutif, il gère le personnel, l'administration de l'OI et son budget voté. À sa tête, il y a un secrétaire général (Antonio Guterres est par exemple l'actuel - mars 2025 - secrétaire général de l'ONU) ou un directeur général (OIT, UNESCO) ;
- Un organe exécutif : A l'ONU, l'organe exécutif chargé du maintien de la paix est le Conseil de sécurité des Nations unies qui siège à New-York ;
- Des organes subsidiaires, par exemple, le Conseil des droits de l'homme de l'ONU qui siège à Genève ;
- Des organes composés d'élus nationaux, par exemple les assemblées parlementaires du Conseil de l'Europe et de l'Union européenne ;
- Des organes judiciaires, par exemple, la Cour internationale de justice à l'ONU, qui siège à La Haye ;
- Les organes exécutif et législatif peuvent établir des organes ad hoc, des fonds (comme l'UNICEF, l'UNFPA, l'UNIFEM), des instituts (comme l'UNITAR ou l’université des Nations unies), des programmes (comme le PNUD, le PAM ou le PNUE) ;
- Le "système des Nations unies" comprend aussi des "institutions spécialisées", appelées souvent "union" ou "organisation", disposant de leur propre statut, siège, structure, budget, secrétariat (UIT, UPU, OIT, UNESCO, OMS, FAO, OACI, OMM, OMPI, OIM, etc.), qui sont liées à l'ONU conformément aux articles 57 et 63 de la Charte;
- Ces organes forment, sur le terrain, l' "équipe de pays des Nations Unies" sous la direction d'un "Coordinateur résident".

## Statuts des langues employées
Le statut créant chaque OI définit ses langues officielles et de travail :
- langue officielle du secrétariat de l'OI, par exemple, l'anglais et le français à l'ONU ;
- langue de travail des interprètes de conférence, des traducteurs, des rédacteurs des procès-verbaux, des réviseurs, des documents officiels et dans lesquelles les délégués peuvent s'exprimer, par exemple, à l'ONU, l'anglais, l'arabe, le chinois, l'espagnol, le français et le russe.

## Financement
Chaque État contribue au budget de l'organisation (ce sont les contributeurs). Le calcul est défini selon les statuts. Par exemple pour l'ONU il se base notamment sur le Produit intérieur brut (PIB) ajusté au revenu par habitant (plus il est riche, plus il contribue). Pour l'OMC il se base sur la part de l'État membre dans le commerce mondial. Pour l'Organisation des pays exportateurs de pétrole (OPEP), c'est le principe égalitaire qui est appliqué. La part de chaque État est la même.

## Nombre et domaines d'exercice
Dans le monde en 1996, il y avait 320 organisations internationales contre 100 en 1950. En 2017, elles comptent un total d'environ 200 000 fonctionnaires dont près de 19 000 français travaillant dans environ 180 d'entre elles.

### Exemples d'organisations intergouvernementales à vocation mondiale
- Sur le plan politique il y a l'Organisation des Nations unies (ONU)
- Sur le plan culturel il y a l'Organisation des Nations unies pour l'éducation, la science et la culture (UNESCO)
- Sur le plan du travail il y a l'Organisation internationale du travail (OIT)
- Sur le plan de la sécurité nucléaire il y a l'Agence internationale de l'énergie atomique (AIEA)
- Sur le plan des brevets il y a l'Organisation européenne des brevets et son organe exécutif, l'Office européen des brevets (OEB)
- Sur le plan de la santé il y a l'Organisation mondiale de la santé (OMS)
- Sur le plan du commerce il y a l'Organisation mondiale du commerce (OMC)
- Sur le plan de la recherche scientifique il y a l’Organisation européenne pour la recherche nucléaire (plus connu sous le nom de CERN)
- Sur le plan de l'économie, il y a l'Organisation de coopération et de développement économiques (OCDE) ou encore Organisation internationale de développement économique (OIDE)
- Sur le plan de la métrologie légale, il y a l'Organisation internationale de métrologie légale (OIML)
- Sur le plan de la langue, il y a l'Organisation internationale de la Francophonie (OIF)

### Exemples à champ géographique restreint
Il existe des organisations intergouvernementales de champ géographique restreint, car axées sur :
- une région particulière du monde, comme l'Union européenne (encore qu'il s'agisse d'une organisation combinant le supranational et l'intergouvernemental) ;
- des affinités culturelles ou historiques spécifiques, comme l'Organisation internationale de la francophonie, le Commonwealth ou encore la Ligue arabe ;
- des intérêts communs, comme l'Organisation des pays exportateurs de pétrole (OPEP) ;
- des mises en commun d'idées et de capacités de recherche, comme l'Organisation de coopération et de développement économiques (OCDE) ;
- des accords économiques, comme le Centre technique de coopération agricole et rurale ACP-UE (CTA) qui opère dans le cadre de l'accord de Cotonou entre l’Union européenne et les pays ACP ;
- voire des alliances militaires traditionnelles, comme l'Organisation du traité de l'Atlantique nord (OTAN).

## Exemples d'organisations intergouvernementales

### L'Organisation des Nations unies (ONU)
L'ONU est une organisation internationale créée par un traité international multilatéral, la Charte des Nations unies, signé à San Francisco le 26 juin 1945, à la fin de la Conférence des Nations unies pour l'Organisation internationale, qui est entrée en vigueur le 24 octobre 1945. Le Statut de la Cour internationale de Justice fait partie intégrante de la Charte. Le nom officiel de cette OI est Nations unies.

#### Mission
1. La principale mission des Nations unies est de maintenir la paix et la sécurité à un niveau international et pour ce faire, les Nations unies prennent des mesures collectives pour la prévention et la suppression des menaces contre la paix, ainsi que pour l’élimination des actes d’agressions ou toute autre entrave à la paix. Toutes ces mesures doivent être établies par des moyens pacifiques, en conformité avec l’ordre de la justice et du droit international. Les Nations unies se doivent aussi de prendre des mesures pour l’adoption ou le règlement de situations ou différends internationaux qui pourraient mener à une violation de la paix.
2. Les Nations unies ont aussi pour mission de développer des relations cordiales entre toutes les nations, basées sur le respect du principe de l’égalité des droits, et de l’autodétermination des peuples, ainsi que de prendre des mesures appropriées pour renforcer la paix universelle.
3. Les Nations unies doivent promouvoir la coopération internationale dans le domaine de la résolution des conflits internationaux ayant un caractère économique, social, culturel ou humanitaire et en promouvant et en encourageant le respect des droits de l’Homme celui des libertés fondamentales pour tous, sans distinctions basées sur la race, le sexe, la langue ou la religion.
4. Enfin, les Nations unies se doivent d’être un centre d’harmonisation des actions de toutes les nations afin de réaliser ces objectifs communs.

#### Membres
193 États sont membres des Nations unies. L'article 4 de la Charte des Nations énonce que « Peuvent devenir Membres des Nations unies tous autres États pacifiques qui acceptent les obligations de la présente Charte et, au jugement de l'Organisation, sont capables de les remplir et disposés à le faire. L'admission comme Membres des Nations unies de tout État remplissant ces conditions se fait par décision de l'Assemblée générale sur recommandation du Conseil de sécurité ».
La république du Soudan du Sud a fait formellement sécession du Soudan le 9 juillet 2011, à la suite d'un référendum sous contrôle international en janvier 2011. Elle a été admise comme Membre des Nations unies le 14 juillet 2011, portant le nombre des membres à 193.
Le Saint-Siège, depuis le 6 avril 1964, dispose du statut d'observateur auprès de l'ONU. La Palestine dispose également du statut d'État observateur depuis que, le 29 novembre 2012, l'Assemblée générale lui a accordé ce statut par sa résolution A/RES/67/19.

### L'Union africaine

#### Mission
1. Arriver à une grande unité et solidarité entre les pays et les peuples africains.
2. Défendre la souveraineté, l’intégrité territoriale et l’indépendance des États membres.
3. Accélérer l’intégration du continent sur le plan politique et socio-économique.
4. Promouvoir et défendre les positions communes du continent africain sur des problèmes relatifs à l’Afrique et ses populations.
5. Encourager la coopération internationale, en prenant en compte la Charte des Nations unies et la Déclaration universelle des droits de l'homme.
6. De promouvoir la paix, la sécurité et la stabilité sur le continent, ainsi que les principes et institutions démocratiques, la participation populaire et la bonne gouvernance[8].

#### Membres
Il y a 55 États membres de l'Union africaine, dont le Maroc, l'Afrique du Sud, le Bénin, le Cameroun, le Sénégal ou la Côte d'Ivoire…